# 耐昔妥珠单抗
耐昔妥珠单抗（INN：Necitumumab）是一种重组人IgG1单克隆抗体，用作抗肿瘤药物，由礼来公司生产。它与表皮生长因子受体（EGFR）结合。美国食品药品监督管理局批准耐昔妥珠单抗（商品名Portrazza）与吉西他滨和顺铂一起用于治疗未经治疗的转移性鳞状非小细胞肺癌（NSCLC）。它在非鳞状非小细胞肺癌中适得其反。